# パワープレイ (TRPGプレースタイル)
パワープレイとは、テーブルトークRPGにおいて、ルールで定められた範囲での有利さを追求するプレイスタイルのこと。逆説的には、テーブルトークRPGがコンピューターRPGなどと異なり、交渉、演技、推理などルールで定められていない要素でもプレイヤーが能動的に活躍できるゲームであることを示している言葉とも言える。 テーブルトークRPGのルールはその多くが戦闘に比重を置いているため、パワープレイといえば戦闘偏重のプレイスタイルを指すことが多い。
時としてパワープレイは直情的で単純なプレイスタイルと取られることもあるが、サプリメントの多いシステムにおいて、データやルールメカニズムを把握して高い能力を追求するのはシステムへの深い理解が必要である。